# Pycnarmon leucodoce
Pycnarmon leucodoce là một loài bướm đêm trong họ Crambidae.